# Capanna sociale Carmagnola
La capanna sociale Carmagnola (detta anche più brevemente capanna Carmagnola o rifugio Carmagnola) è un rifugio alpino situato alla testata del vallone di Traversiera, valle laterale della valle Maira, in provincia di Cuneo.

## Storia
Il rifugio è stato ricavato dalla ristrutturazione di una casermetta militare abbandonata. La caserma faceva parte di un'installazione del Vallo Alpino del Littorio (zona di Traversiera), posta sul primo sistema difensivo. Dopo la seconda guerra mondiale, i malloppi delle mitragliatrici furono murati, ma l'installazione non fu demolita. La struttura fu rilevata dal comune di Acceglio, e fu parzialmente recuperata nel 1975 dalla sottosezione di Carmagnola del Club Alpino Italiano. L'associazione la riadattò a rifugio, ed ancora ne cura la manutenzione.

## Caratteristiche e informazioni
La caserma è una lunga costruzione in cemento armato, ad un piano, con tetto piatto; solo tre locali sono stati riadattati, mentre il resto della caserma è abbandonato.
L'interno è stato dotato di letti e di un tavolato per posti di emergenza. In totale sono disponibili 12 posti, disposti in due dei locali riadattati. Il terzo locale è dotato di panche, tavolo ed attrezzature da cucina. Non c'è impianto elettrico e/o di illuminazione, alla quale si deve quindi provvedere con mezzi personali. In stagioni normali, è disponibile acqua di fusione in loco fino ad inizio agosto; negli altri periodi ci si può appoggiare a delle sorgenti che sgorgano a 10-15 minuti dal rifugio su entrambi i versanti.
Il rifugio non è gestito, ed è normalmente chiuso a chiave; le chiavi possono essere richieste e ritirate presso la sede del CAI di Carmagnola, in qualunque periodo dell'anno.

## Accessi
L'accesso più comodo è dal vallone di Traversiera, valle laterale della val Maira che si diparte dall'asse centrale poco a monte di Acceglio. Si risale il vallone con i mezzi lungo una strada asfaltata fino alla località Grange Traversiera (2357 m). Da qui si procede lungo la carrozzabile, che continua sterrata, fino alla fonte Nera (2473 m), dove si presentano due possibilità: risalire alla Colletta per mulattiera, oppure continuare per la rotabile. Questa è una rotabile ex militare, che serviva il centro Traversiera del Vallo Alpino. La strada era rimasta inutilizzata per oltre 40 anni, dopo il crollo del ponte nei pressi della fonte Nera avvenuto negli anni quaranta; nel corso di restauri compiuti nel 1987-88, il ponte è stato ricostruito, e la strada ripristinata. Entrambi i tragitti conducono al passo detto la Colletta (2830 m), che mette in comunicazione il vallone di Traversiera con la valle Varaita; a pochi metri dal passo, in direzione est, si trova il rifugio.
Il rifugio è accessibile anche dalla valle Varaita, partendo da Sant'Anna di Bellino. Da qui si sale al Pian Ceiol e si risale la gola delle Barricate, giungendo infine alle grange dell'Autaret. Qui si volge a sinistra seguendo le indicazioni per il colle di Bellino, poi di nuovo si volge a sinistra risalendo per sentiero poco visibile verso la Colletta, da dove si raggiunge rapidamente il rifugio.

## Ascensioni
- Monte Bellino (2942 m)
- Monte Albrage (2999 m)
- Buc Faraut (2914 m)
- Monte Faraut (3046 m)
- Monte Maniglia (3177 m)
- Denti di Maniglia (3177 m)
- Tête de l'Autaret (3015 m)
- Pelvo di Ciabrera (3152 m)

## Traversate
- al Rifugio Campo Base (1640 m) in valle Maira
- al Rifugio Melezè (1812 m) in valle Varaita
- al Rifugio Maljasset (1903 m) in Francia

### Cartografia
- Cartografia ufficiale italiana dell'Istituto Geografico Militare (IGM) in scala 1:25.000 e 1:100.000, consultabile on line
- Sistema Informativo Territoriale della provincia di Cuneo, su base cartografica 1:10.000
- Istituto Geografico Centrale - Carta dei sentieri 1:50.000 n.6 "Monviso" e n.7 "Valli Maira, Grana e Stura"
- Provincia di Cuneo - Comunità montana Valle Maira: Carta dei sentieri scala 1:25.000 Valle Maira